# Desmognathinema
Desmognathinema ist eine Gattung der Spulwürmer mit drei Arten. Sie sind Parasiten im Dünndarm bei Bachsalamandern (Desmognathus spp.).

## Merkmale
Desmognathinema hat die Merkmale der Quimperiinae. Ein Kopfbläschen und Zervikalflügel sind nicht ausgebildet. Die Kutikula ist, vor allem im vorderen Bereich, unregelmäßig verdickt und zeigt eine unregelmäßige Querstreifung. Die Mundöffnung ist dreieckig, die Mundhöhle klein und dünnwandig. Das Vorderende des Ösophagus ist ohne Zähne (Onchia). Der Ösophagus ist verlängert und in eine vordere muskulöse Region mit einem deutlichen Pharynxbereich und eine hintere Drüsenregion untergliedert. Die Papillen im hinteren Bereich der Männchen liegen bauchseitig oder seitlich-bauchseitig. Schräge Muskelbänder sind vor der Kloake vorhanden, bilden aber keinen Genitalsaugnapf.

## Systematik
Zur Gattung gehören folgende Arten:
- Desmognathinema nantahalaensis Baker, Goater & Esch, 1987
- Desmognathinema papuensis Moravec & Sey, 1990
- Desmognathinema toyamai (Hasegawa, 1988)